# Коефіцієнт використання видобувних запасів
Коефіцієнт використання видобувних запасів (рос. коэффициент использования извлекаемых запасов; англ. factor of recovery reserves using; нім. Ausnutzungsgrad m Förderreserven) — у нафто- та газовидобуванні — відношення накопиченого видобутку нафти (або газу — в тих випадках, коли встановлюється коефіцієнт газовилучення) з пласта (покладу, експлуатаційного об'єкта) на певну дату до початкових видобувних запасів, тобто частки видобувних запасів, відібрана з об'єкта на певну дату.